# Cappa (indumento)

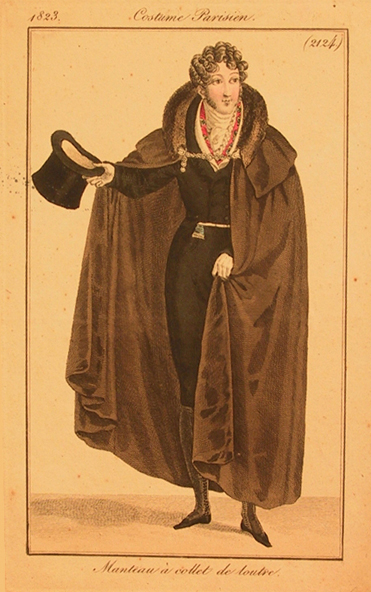
Raffigurazione di una cappa (1832)

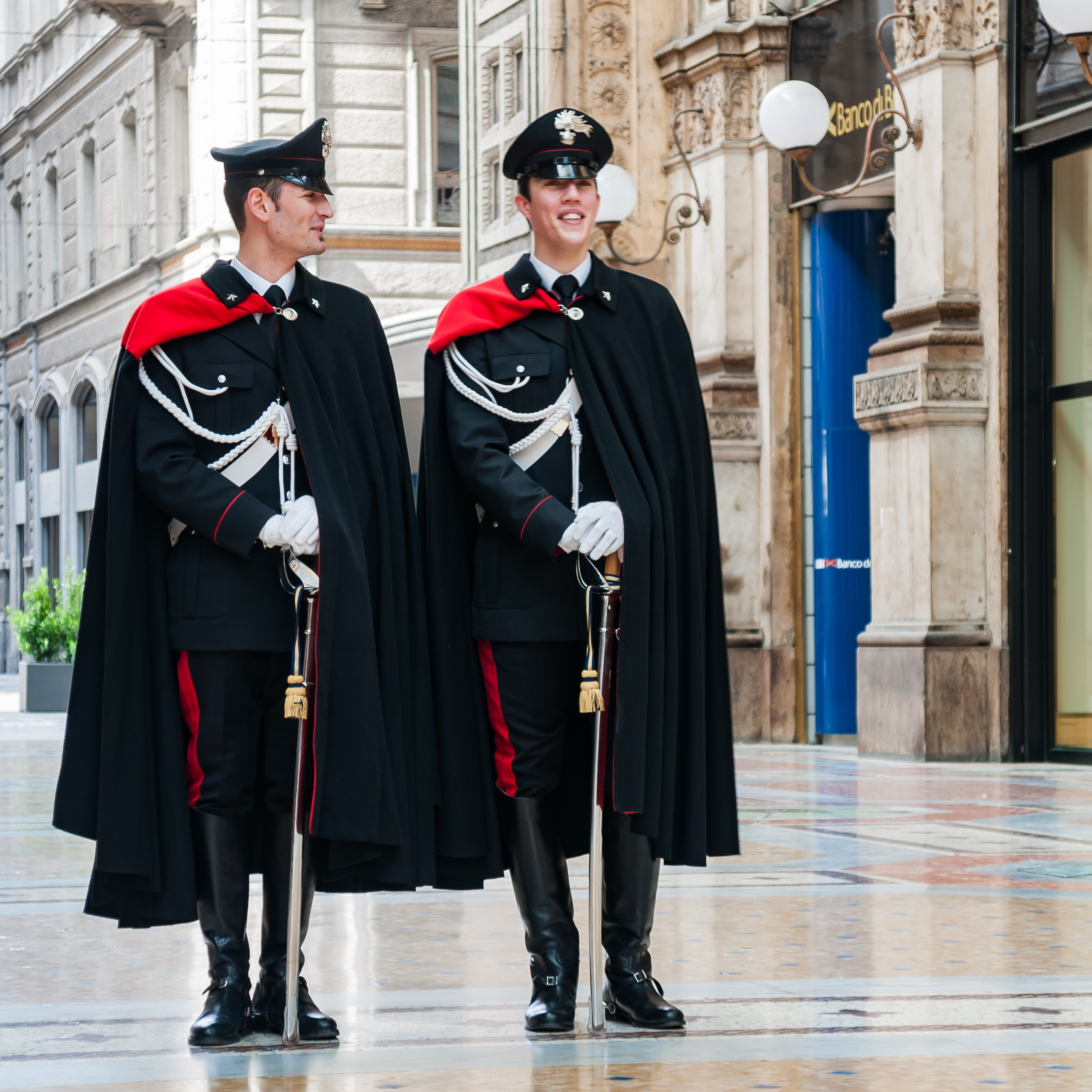
Carabinieri in alta uniforme, con indosso la cappa

La cappa (Cape in lingua inglese, Capa in lingua tedesca e lingua spagnola) è un soprabito privo di maniche, non molto dissimile dal poncho, entrato in uso in Europa occidentale nel corso del Basso Medioevo e rimastovi sino all'Età Moderna.

## Storia
Nella sua forma originaria la cappa era un ampio mantello privo di maniche, dotato di cappuccio, in grado di coprire tutta la persona.
La Cappa, tanto quanto altre tipologie di soprabito portate dagli alti ordini sociali feudali quali l'almuzia o il piviale, fu evoluzione "nobiliare" di un indumento da lavoro, il capperone bassomedievale. Nello specifico, la cappa fu l'indumento destinato dai bellatores, cioè a quella classe sociale da cui emerse la successiva nobiltà europea "di spada".